# اللكمة (الحيمة الداخلية)

تعديل مصدري - تعديل

اللكمة هي إحدى قرى عزلة بني عمرو بمديرية الحيمة الداخلية التابعة لمحافظة صنعاء، بلغ تعداد سكانها 328 نسمة حسب تعداد اليمن لعام 2004.